# Rhysipolis meditator
Rhysipolis meditator är en stekelart som först beskrevs av Alexander Henry Haliday 1836.  Rhysipolis meditator ingår i släktet Rhysipolis och familjen bracksteklar. Arten är reproducerande i Sverige. Inga underarter finns listade i Catalogue of Life.